# Poço das Antas
Poço das Antas este un oraș în Rio Grande do Sul (RS), Brazilia.